# 人名
人名，是人类为区分个体，给每个个体给定的特定名称符号，是通过语言文字資訊区别人群个体差异的标志。由于有了人名，人类才能正常有序的交往，因此每个人都有一个属于自己的名字。
人名是在语言产生以后才出现的。各个民族对人的命名都有很多习惯，这种习惯受到历史、社会、民族等很多文化因素的影響，一个人的名字通常都有一定的含义；另外一些研究指稱，一個人的姓名可能會對其行為與抉擇造成影響，相關內容可見姓名字母效应一文。
盡管一些研究認為，所有的人類文化都有人名，使用人名是普世文化通則之一，但有些研究指出，一些孤立的族群，像是祕魯亞馬遜叢林地區的馬基更加人（Machiguenga），可能就不使用人名，不過馬基更加人可能使用暱稱，但他們通常用親屬稱謂來稱呼彼此，而他們可能用帶有生平訊息的話語來辨別不同的親人，像例如說「我那個曾經跌入河中的姊妹」；另外在需要時，馬基更加人可能會使用西班牙語的姓名。
根據聯合國在1989年通過的《兒童權利公約》第7條和第8條，兒童自出生起即應有取得姓名之權利，締約國必須保證兒童的姓名權利不受侵害。

## 顺序
一、不翻譯時，保持原序。人名的構成順序，應尊重原名序（本地語呈現的原初順序）。人名結構的順序，應按當地習俗真實的順序以當地語言書寫。東方序或西方序，衹是用於解釋原名序屬於哪種方式結構的，通常是產生在翻譯時才會考慮的本地化問題，但建議尊重本人時應按原序翻譯，若與本地習慣的姓名順序有異則注明即可。國際化的當代，與原序不同的翻譯屬於拙劣翻譯，畫蛇添足，添亂，譯者應予以摒棄。注意翻譯的精準明確簡略唯一性，過細引申時切莫忘記前提條件而導致紊亂甚至反義。
翻譯方式：
1. 順序稱呼譯詞：首名（first name），中名（middle name），末名（last name）。
2. 結構性質譯詞：姓氏（family name）；名（forename，有本名，父名，教名等）；字；號等。

- 首名（first name）：細化解釋，東方序中為姓（family name），西方序中為名（given name）。
- 末名（last name）：細化解釋，東方序中為名（given name），西方序中為姓（family name）。

二、翻譯時，建議原序。但應注意人名組成有東西方的差別，必要時予以注名姓氏。
東方序為先姓後名，主要在東亞、非洲部分地區、匈牙利使用，西方序為先名後姓，主要在西歐、美洲、澳大利亞、新西蘭使用。
- “姓”+“名”，如汉族人名、朝鲜族人名、日本人名、越南人名、匈牙利人名。
- “名”+“姓”或“名”+“中间名”+“姓”，如欧美人名。
- “昵称”+“本名”+“别号”+“父名”+“族名”，如阿拉伯人名。
- “类汉姓”+“名”+“姓”+“氏”，如满族人名。

東亞地區人名使用拉丁字母書寫時，或使用西方序，即改為先名後姓；或保持東方序不變，但將姓氏用大寫字母以示區別。姓氏用大寫字母書寫意義較明確，不易造成混淆，世界語便使用這一方式。歷史人物通常保持東方序，例如毛澤東在英文中寫作Mao Zedong。知名人物，如體育明星等亦保持東方序，例如姚明、劉翔在英文中寫作Yao Ming、Liu Xiang。
西方人名翻譯為中文後，若直接使用音譯，則通常保持西方序不變，如查理·卓別林；若起東方名字，則用東方序，如李約瑟。
日语人名翻譯除中韓越等漢字文化圈國家採用東方序排列外，其餘語言要按照西方序或東方序排列仍有爭議。
匈牙利雖地处欧洲，但匈牙利人名却使用先姓后名的东方序，因此较复杂。匈牙利人名转写成西方序人名语言的时候，改为西方序；匈牙利人名翻译为中文、日文等东方序人名语言的时候，依然保持东方序，但有时由于是由西方语言媒体与文章翻译而来，东方文字译者可能无法分辨其为匈牙利人名，而遵从西方语言文章的人名顺序，翻译为西方序。例如 （裴多菲）转写为英文为  或  ，译为中文为裴多菲·山多尔，也有少数从英文翻译的译为桑多尔·裴多菲。

## 法規
某些國家或地區對於人名選擇設有法規限制。例如：
- 中文人名羅馬化：中華人民共和國法律要求按原序拼音拼寫，譯名要保持和原名順序結構上的一致性，不能打亂原始姓名的前後順序，歷史名人的習慣譯法除外[10]。

## 相關
- 藝名
- 筆名
- 表字
- 號
- 綽號
- 小名

### 書籍
- 籍秀琴. . 中国历史文化知识丛书. 大象出版社. 1997. ISBN 7534720109.